# Sérgio Krzywy
Sérgio Krzywy (ur. 30 czerwca 1952 w Palmeira) – brazylijski biskup katolicki polskiego pochodzenia, od 2004 biskup Araçatuba.

## Życiorys
Święcenia kapłańskie przyjął 28 grudnia 1983 i został inkardynowany do diecezji Assis. Pracował przede wszystkim w diecezjalnych seminariach, pełniąc funkcję rektora niższego seminarium, a następnie ojca duchownego obu uczelni. Był także ojcem duchownym w miejscowym instytucie teologicznym oraz wikariuszem katedry.
26 maja 2004 został mianowamy biskupem ordynariuszem diecezji Araçatuba. Sakry biskupiej udzielił mu 14 sierpnia 2004 abp Pedro Antônio Marchetti Fedalto.